# 흐라스트니크

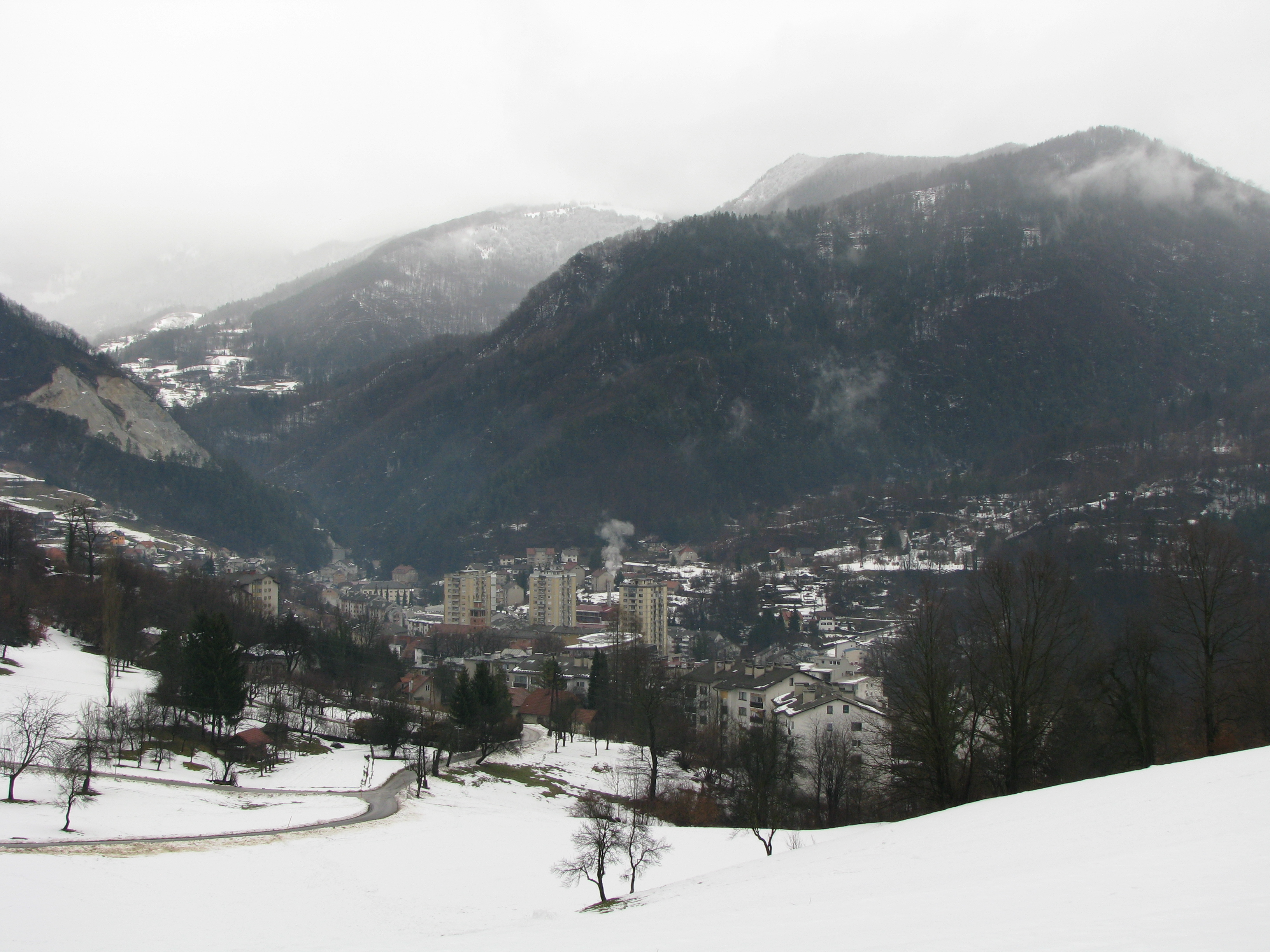
흐라스트니크

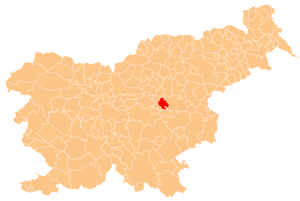
흐라스트니크의 위치

흐라스트니크(슬로베니아어: Hrastnik)는 슬로베니아의 도시로 면적은 58.6km2, 인구는 10,121명(2002년 기준), 인구 밀도는 172.7명/km2이다.